# 曾舜渔
曾舜漁（？—？），字澤卿，號璇石，廣東博罗县城人。明朝政治人物。

## 生平
嘉靖三十八年（1559年）出生，早年在江东槐园“青龙书院”就读，补邑诸生。万历二十五年（1597年）中举，次年中进士，兵部觀政，改庶吉士。万历二十九年，授山西道监察御史，三十年出视河东盐政，三十三年差廣西巡按，後因“弗事权贵”，被“内计镌一级调外”。四十年降補福宁州判官，四十四年升南户部主事，四十五年升郎中，天啓元年十一月升福建布政司右參議，四年升廣西按察司副使，五年考察去職。
万历三十七年（1609年），修筑永济桥（今江东桥）。与曾守约、车邦佑、利宾被稱為“惠州晚明四御史”。

## 家族
曾祖曾燧。祖父曾守谅。父曾博。